# Pius X College (Bladel)
Het Pius X - College is een middelbare school in Bladel in de Kempen Brabant, vernoemd naar Paus Pius X. Er wordt onderwijs gegeven op de niveaus praktijkonderwijs, vmbo, havo en vwo. Ook biedt de school tweetalig onderwijs aan op de eerste drie jaar van vwo, als vervolg daarop kunnen leerlingen uit de klassen 4-5-6 vwo kiezen voor International Baccalaureate English A language & literature.
Voor 2013 waren de leerlingen verdeeld over drie gebouwen: het hoofdgebouw aan de Tuinstraat, het Junior college ook aan de Tuinstraat en de Praktijkschool aan de Burg. Goossensstraat (ongeveer zeshonderd meter verderop). Vanaf start schooljaar 2013-2014 is de praktijkschool ook verhuisd naar het huidige complex waar het hoofdgebouw en het Junior College al zaten. Op de praktijkschool hebben de leerlingen van het Praktijkonderwijs les. In het Junior college zitten de leerlingen van VMBO-TG leerjaar 1 en 2.

## Geschiedenis
De basis voor het Pius X - College werd in 1946 gelegd bij de start van de Pius X - Mulo voor jongens. Tot die tijd was de Ulo-school voor meisjes in Reusel de enige vorm van voortgezet onderwijs in de Kempen. Dit type onderwijs is veel jaren baanbrekend geweest voor de streek.
In 1968 bracht de Mammoetwet grote wijzigingen teweeg in het voortgezet onderwijs. Alle scholen veranderden van naam en leerplan en de wet maakte de vorming van scholengemeenschappen mogelijk.
In 1975 werd de school uitgebreid met een HAVO-afdeling en in 1980 werd een VWO-afdeling toegevoegd in de vorm van een Atheneum met de mogelijkheid van Latijn als keuzevak.
Op 1 augustus 1992 vond een fusie plaats met MAVO Rietbeek uit Reusel. Per 1 augustus 1996 fuseerde de school met scholengemeenschap Kempenlant, een school voor voortgezet beroepsonderwijs. Precies een jaar later kende de minister de school een afdeling Gymnasium toe.
Zo is de Pius X - Mulo van 1946 uitgegroeid tot een scholengemeenschap voor Gymnasium, Atheneum (VWO), HAVO en VMBO, het huidige Pius X - College. In het schooljaar 2005/2006 is op het VWO een tweetalige afdeling gestart waar Engels de voertaal bij een groot aantal vakken is. De vakken die in het Engels gegeven worden zijn lichamelijke opvoeding, biologie, geschiedenis, handenarbeid, wiskunde, engelse taal en literatuur, natuurkunde en scheikunde.